# Eupolyphaga everestiana
Eupolyphaga everestiana är en kackerlacksart som först beskrevs av Lucien Chopard 1922.  Eupolyphaga everestiana ingår i släktet Eupolyphaga och familjen Polyphagidae. Inga underarter finns listade i Catalogue of Life.